# Pintadoite
La pintadoite è un minerale.